# Судбина (ТВ серија из 2024)
Судбина (тур. Rüzgarlı Tepe) турска је телевизијска серија, снимана 2024. и 2025.
У Србији је емитује Пинк од 4. августа 2025.

## Радња
Након смрти родитеља, Халил почиње да спроводи свој план освете. Чека дан када ће се суочити са породицом Асланли, која му је украла прошлост и породицу. Овај младић, који се од детињства бори са животним недаћама, сада се враћа у родни крај да се освети онима који су му нанели зло.
Тада неочекивано упознаје Зејнеп, ћерку најбогатије породице у граду. Све постаје још компликованије за Халила који се на први поглед заљубљује у Зејнеп — јер је она из породице Асланли којој жели да се освети. Зејнеп, која на први поглед делује као принцеза, у ствари је права ратница — она држи породицу на окупу и води породични посао након очеве смрти. Халил мисли да је победио када преузме вилу и цело богатство породице Асланли, али не зна да га чека нешто што не може да предвиди. Покушава да побегне од својих осећања према Зејнеп, али у томе не успева.
Иако Зејнеп мора да се бори да поврати свој живот и уверена је да мрзи Халила, он је већ заузео место у њеном срцу. Нема повратка за ово двоје младих, ухваћених у вртлогу велике љубави.

## Улоге
| Глумац                | Улога         |
| --------------------- | ------------- |
| Гокберг Јилдирим      | Халил Фират   |
| Џемре Арда            | Зејнеп Аслани |
| Алп Акар              | Бурак Фират   |
| Кубра Сузгун          | Мерал Аслани  |
| Енес Оздемир          | Јусуф         |
| Илкај Гуз Бозкурт     | Гулџе         |
| Селма Кутлуг          | Сумрут        |
| Дилек Аба             | Сонгул        |
| Сена Пехливан         | Селма Аслани  |
| Зејнеп Серпил Бозкурт | Тулај Аслани  |
| Илајда Сумак          | Мерве Аслани  |
| Адем Бал              | Џемил         |
| Хилал Кувет           | Џанан         |
| Езги Далгич           | Асу           |
| Суде Одунџу           | Гулхан Фират  |
| Фуркан Бозкурт        | Текин         |
| Сердан Јусуф Шен      | Ерен          |
| Тарик Тирјакиоглу     | Фејаз         |
| Гулшах Сусам          | Шехназ        |
| Арда Шанли            | Хакан         |